# 人類プロレスラー計画『中西ランド』
『人類プロレスラー計画『中西ランド』』（じんるいプロレスラーけいかく なかにしランド）は、中西学が様々な企画に挑戦し、プロレスの試合やイベントの裏側をレポートするバラエティ番組。2013年にテレ朝動画で配信が開始され、CSテレ朝チャンネル2でも不定期で放送されている。

## 概要
2013年2月20日にテレ朝動画の無料コンテンツとしてスタート。2013年10月13日、テレビ朝日で放送された『テレ朝動画 人気バラエティー3』ではネット限定人気バラエティ・ベスト3に選出され、単発ダイジェストの形で地上波進出を果たした。
キャッチフレーズは「かつてはゴールデンで放送され、子供たちの憧れだったプロレス。もう1度、プロレスを盛り上げたい!!」、「今、中西学が熱い思いで立ちあがる!!」。毎週木曜夕方に最新回を配信。
タイトルは2007年に開催された「WRESTLE LAND」内で発表された未開催のプロレス大会「ナカニシランド」にちなむ。2009年6月に中西学がホストを務める同名の特別番組「開園 ナカニシランド」がCSサムライTVで放送されているが、直接的には無関係。
2017年3月30日配信、#233をもってテレ朝動画での更新は一時休止されるが、2016年5月3日から傑作選としてCSテレ朝チャンネル2での不定期放送が開始されている。
2018年3月26日より、CSテレ朝チャンネル2にて姉妹番組「ライガーパーク」を放送開始。第2回を4月13日に放送。

## 主な出演者
レギュラー
- 中西学

準レギュラー・不定期出演
- 永田裕志
- 小島聡
- 天山広吉
- KUSHIDA

このほか、新日本プロレス本隊または2013年〜2017年までの間本隊に所属していた選手が出演していた。

## スタッフ
- 制作著作：テレビ朝日

## おもなコーナー
プロレスラーの凄味や面白さを伝える食事レポートや、ツイッターなどのガジェット体験、新技開発レポートなどが主だが、以下のような企画も行う。中西学は番組内容を「毎回、俺に対してのドッキリみたいなもん（苦笑）」と著述している。
年越し中西ランド
- 2013年から2014年にかけて10時間配信された年越し企画。初の生配信であった。新日本プロレス所属選手、関係者が入れ替わりゲストすつ出演。中西がマイクを切り忘れトイレ使用中の音が配信されるなどのハプニングもあり、アーカイブには残されなかった。

人類プロレスラー計画「中西ランド」 DVD「中西ランド・ザ・ムービー 〜大江戸プロレスラー計画〜」
- 中西学脚本監督による時代劇。主演は棚橋弘至。制作模様が配信され、2014年7月18日にDVD発売。

人類プロレスラー計画「中西ランド」 クリスマスパーティ謎解き殺人事件。
- KUSHIDA脚本演出、中西主演によるサスペンスドラマ。2014年12月から配信。